# Шевчук, Станислав Владимирович
Станислав Владимирович Шевчук (укр. Станіслав Володимирович Шевчук; род. 11 июня 1969, Харьков) — украинский юрист, судья, доктор юридических наук. 13 марта 2014 по 14 мая 2019 года —  судья Конституционного Суда Украины. С 21 февраля 2018 по 14 мая 2019 года — Председатель Конституционного Суда Украины. Судья Европейского Суда по правам человека ad hoc.
Профессор кафедры общетеоретических и государственно-правовых наук юридического факультета Национального Университета «Киево-Могилянская Академия», член-корреспондент Национальной Академии правовых наук Украины.

## Биография
Родился 11 июня 1969 года в г. Харьков в семье служащих. В 1986 году окончил среднюю школу № 93 Октябрьского района г. Харькова с золотой медалью. В 1987—1989 годах находился на срочной военной службе.
В 1993 году окончил Украинскую юридическую академию (ныне — Национальный университет «Юридическая академия Украины имени Ярослава Мудрого»), диплом с отличием и окончил аспирантуру этой Академии по специальности 12.00.01 (теория и история государства и права, история политических и правовых учений), где с 1996 по 1997 год работал ассистентом кафедры теории государства и права. С 1997 по 2000 год работал научным консультантом судьи Конституционного Суда Украины. С 2000 по 2003 год был директором Центра сравнительного права и его правопреемника — Центра европейского и сравнительного права при Министерстве юстиции Украины, основной целью деятельности которого было научно-экспертное, информационное и методологическое обеспечение европейской интеграции в правовой сфере.
С 2004 по 2009 год — профессор кафедры публичного права Международного Соломонова университета (г. Киев), с 2009 г. — профессор кафедры общетеоретических и государственно-правовых наук Национального Университета «Киево-Могилянская Академия». В 2010 году был избран член-корреспондентом Национальной Академии правовых наук Украины на общем собрании этой Академии.
В 1997 году защитил кандидатскую диссертацию на тему «Делегирование государственных полномочий», а в 2008 году — диссертацию на соискание ученой степени доктора юридических наук на тему «Общетеоретические проблемы нормативности актов судебной власти».
Первый заместитель председателя Редакционного совета журнала «Европейский Суд по правам человека. Судебная практика», входит в состав редколлегий таких юридических журналов как «Вестник Конституционного Суда Украины», «Право», «Судебная практика», «Украинское право», «Выборы и демократия», «Научные записки НаУКМА. Юридические науки», «Свобода высказываний и приватность», «Студенческий юридический журнал», является членом Научно-экспертного совета Комитета Верховной Рады Украины по вопросам Европейской интеграции и Научно-консультативного совета при Верховном Суде Украины, был членом и секретарем Межведомственного координационного совета по адаптации законодательства Украины к законодательству Европейского Союза, членом Национальной Комиссии по укреплению демократии и утверждению верховенства права (2005—2010).
Проводил научные исследования и стажировки в Университете Дюка (США), Университете Чикаго (США), Университете Бирмингема (Великобритания), Университете Лювену (Бельгия), Институте Макса Планка (ФРГ) по вопросам сравнительного конституционного права, философии права и прав человека, работал экспертом ООН в Миссии ООН в республике Таджикистан, оказывал экспертную помощь Национальной Комиссии по примирению этой республики, принимал участие как член международных делегаций Украины (в частности, на Гаагской дипломатической конференции по вопросам международного частного права), работал экспертом Всемирного Банка, советником по правовым вопросам, руководителем отдела верховенства права Координатора проектов ОБСЕ на Украине.
В течение 2009 года и с 2012 года — судья Европейского Суда по правам человека ad hoc от Украины.
С 13 марта 2014 по 14 мая 2019 года —  судья Конституционного Суда Украины. С 21 февраля 2018 по 14 мая 2019 года — Председатель Конституционного Суда Украины.
1 ноября 2018 года включён в санкционный список России.
Владеет английским и французским языками.

## Основные научные публикации
Имеет более 120 научных публикаций по вопросам теории государства и права, конституционного права, прав человека, среди которых 12 монографий (6 одноместных).

### Монографии
1. Судова правотворчість: світовий досвід і перспективи в Україні — К.: Реферат, 2007. — 640 с.
2. Судовий захист прав людини: практика Європейського суду з прав людини у контексті західної правової традиції — К.: Реферат, 2006. — 848 с.
3. Свобода вираження поглядів: практика Європейського суду з прав людини у порівняльній перспективі — К.: Реферат, 2005. — 192 с.
4. Свобода вираження — Київ: IREX U-Media, 2005. — 144 с.
5. Порівняльне прецедентне право з прав людини — К.: Реферат, 2002. — 344 с.
6. Основи конституційної юриспруденції — К.: Віпол, 2001. — 302 с.

### Статьи и разделы в книгах
1. Конституційне право як інструмент трансформації українського суспільства // Українське право. — 1996. — № 3. — с. 77-85.
2. Формальна та органічна характеристика принципу верховенства права: до нових методів тлумачення конституції // Українське право. — 1998. — № 2. — с. 56-68.
3. Процесуальні основи конституційної демократії: концепція «належної правової процедури» // Українське право. — 1999. — № 2. — с. 32-42.
4. Європейська конвенція про захист прав людини та основних свобод: практика застосування та принципи тлумачення у контексті сучасного українського праворозуміння // Практика Європейського Суду з прав людини. Рішення. Коментарі. — 1999. — № 2. — с.221-238.
5. Щодо обов’язковості рішень Конституційного Суду України у контексті доктрини судового прецеденту // Право України. — 2000. — № 2. — с. 45-48.
6. Значення загальноправового принципу пропорційності для визначення конституційності законодавчих обмежень щодо реалізації конституційних прав і свобод (зарубіжний досвід) // Вісник Академії правових наук України. — 2000. — № 1. — с. 69-76.
7. Природно-правові засади конституційного права // Українське право. — 2000. — № 1. — с.80-95.
8. Хартія основних прав Європейського Союзу: новий рівень розвитку чи криза страсбурзької юстиції? // Бюлетень Міністерства юстиції України. — 2001. — № 3. — с. 133—136.
9. Ніццький договір та розширення ЄС. — Київ: «Логос», 2001. — 196 с. (у співавторстві з І.Кравчук).
10. Європейська правова традиція та скасування смертної кари в Україні // Практика Європейського Суду з прав людини. Рішення. Коментарі. — 2002. — № 1. — c. 213—227.
11. Західна та східна концепція розуміння юридичної природи прав людини в контексті українського сьогодення // Українське право. — 2002. — № 1. — с. 50-65.
12. Легітимність конституційного судді в умовах конституційної демократії // Українське право. — 2003. — № 1. — с. 141—147.
13. Принцип рівності у європейському та порівняльному конституційному праві (до рішення Конституційного Суду України у справі про граничний вік кандидата на посаду керівника вищого навчального закладу) // Вісник Академії правових наук України. — 2005. — № 4 (43). — c. 124—134.
14. Європейські стандарти обмеження люстраційних заходів: правовий аспект // Вісник Академії правових наук України. — 2006. — № 2(45). — с. 32-42.
15. Люстрація і ретроактивна справедливість: європейські стандарти захисту прав людини при переході до демократичного правління // Юридичний журнал. — 2006. — № 2. — с. 65 — 80.
16. Адаптація законодавства: між РЄ і ЄС // Голос України. — 2006. — № 90. — с. 3.
17. Захист права на додержання розумних строків судового провадження: європейський досвід та українські реалії // Вісник Верховного Суду України. — 2006. — № 8. — с. 31-36.
18. Концепція самообмеження суду: доктрина «політичного питання», «політичної доцільності» та «поля розсуду держави» // Вісник Академії правових наук України. — 2006. — № 3 (46). — с. 20 — 32.
19. Рішення Верховного Суду України як джерело права (деякі аспекти дії прецедентного права в Україні) // Вісник Центру суддівських студій. — 2006. — № 6. — с. 16-19.
20. Принцип верховенства права і реалізація державної політики // Українське право. — 2006. — № 1 (19). — с. 67-71.
21. Судова правотворчість та соціологічна школа права // Вісник Верховного Суду України. — 2007. — № 1. — с. 24-29.
22. Судовий прецедент як джерело міжнародного права // Вісник Академії правових наук України. — 2007. — № 1 (48). — с. 42 — 55.
23. Судовий прецедент у діяльності Європейського суду з прав людини та його застосування в Україні // Бюлетень Міністерства юстиції України. — 2007. — № 5 (67). — с. 110—118.
24. Способи тлумачення Конституції: порівняльний досвід. — Конституція і конституціоналізм в Україні: вибіркові проблеми. Збірник наукових праць членів товариства конституційного права з нагоди десятої річниці Конституції України, Конституційного суду України та самого Товариства / Відпов. ред. проф. Мартиненко П. Ф. і доц. Кампо В. М. — К., «Купріянова», 2007. — с. 33 — 57.
25. Судовий прецедент у праві ЄС // Бюлетень Міністерства юстиції України. — 2007. — № 6 (68). — с. 78 — 85.
26. Правозахисна роль практики Європейського Суду з прав людини. — Права громадян у сфері виконавчої влади: адміністративно-правове забезпечення реалізації та захисту / За заг. редакцією В. Б. Авер’янова. — Київ: «Видавництво «Наукова думка» НАН України», 2007. — с. 531—556.
27. Судовий прецедент у діяльності Європейського Суду та його вплив на правову систему України // Судоустрій і судочинство в Україні. — 2007. — № 3. — с. 107—114.
28. Судова правотворчість у контексті застосування принципів права// Вісник Академії правових наук України. — 2007. — № 4 (51). — с. 54 — 70.
29. Європейська концепція «усталеної судової практики» та її вплив на правотворчу функцію Конституційного Суду України // Вісник Конституційного суду України. — 2008. — № 2. — с. 93 — 101.
30. Історія вчень про державу і право: Підручник / За ред. проф. Г. Г. Демиденка, проф. О. В. Петришина. — Х.: Право, 2008. — 240 с. (у співавторстві).
31. Судова правотворчість у доктрині та практиці Російської імперії та СРСР: споріднені тенденції та їх вплив на правову систему України // Бюлетень Міністерства юстиції України. — 2008. — № 6 (80). — с. 25 — 35.
32. Судова правотворчість та принцип поділу влади // Вісник Академії правових наук України. — 2008. — № 2 (53). — с. 24 — 35.
33. Творча роль судді у процесі тлумачення конституції // Вісник Конституційного суду України. — 2008. — № 4. — с. 100—109.
34. Нормативність актів судової влади: від правоположення до правової позиції // Вісник Верховного Суду України. — 2008. — № 9. — с. 23-27.
35. Концепція «суддівського активізму» у контексті судової правотворчості" // Юридичний журнал. — 2008. — № 7-8 (74). — с. 54 — 59.
36. Способи тлумачення Конституції: порівняльний досвід // Судоустрій і судочинство в Україні.- К:Ін юре.-2007. — № 2. — с. 37-53.
37. Історія конституціоналізму: від святого письма до конституційного тексту. Елементи конституціоналізму // Юридичний журнал. — 2008. — № 10 (76). — с. 51 — 56.
38. Принцип верховенства права у практиці Європейського Суду з прав людини. — Принцип верховенства права: проблеми теорії і практики: у двох книгах / За заг. ред. Ю. С. Шемшученка / Книга друга: Принцип верховенства права у діяльності держави та в адміністративному праві / Відп. ред. В. Б. Авер’янов. — К.: Конус — Ю, 2008. — с. 137—152.
39. Європейський суд з прав людини. — Міжнародне судочинство / Кол. авт.; За заг. ред. акад. НАН України Ю. С. Шемшученка. — К.: ТОВ "Видавництво «Юридична думка», 2009. — с. 51 — 101.
40. Конвенція про захист прав людини і основоположних свобод у практиці судів України. — Київ, 2008. — 329 с. (у співавторстві).
41. Від Святого Письма до конституційного тексту // Критика. — 2009. — Число 1-2 (135—136).- с. 7-9.
42. До питання нормативності актів Конституційного Суду України. — Проблеми сучасного українського конституціоналізму: Збірка наукових праць. На пошану першого Голови Конституційного Суду України, проф. Леоніда Юзькова / Конституц. Суд України, Акад. прав. наук України; Заг.ред.: А.Стрижак, В. Тацій / Упоряд.: В.Бринцев, В.Кампо, П.Стецюк. — К., 2008. — c. 229—237.
43. Концепція позитивних обов’язків держави у практиці Європейського суду з прав людини // Право України. — 2010. — № 2. — с. 55 — 64.
44. Доктрина верховенства права та конституціонализму: історична генеза та співвідношення // Право України. — 2010. — № 3. — с. 52 — 61.
45. Судова правотворчість Конституційного Суду України // Судова практика. — 2010. — № 3. — с. 12-20.
46. Прецедентне право Європейського Суду з прав людини та доктрина stare decisis // Право України. — 2010. — № 10. — с. 147—157.
47. Право на доступ до суду у контексті практики Європейського Суду з прав людини // Судова практика. — 2010. — № 9. — с. 3-15.
48. Конституція України. Науково-практичний коментар / редкол. В. Я. Тацій, О. В. Петришин та інші. Національна Академія правових наук України. — 2-е видання. — Право, 2011 / Коментар до статті 33. — с. 237—246.
49. Узгодженість практики Європейського суду з прав людини та Конституційного Суду України // Вісник Конституційного Суду України. — 2011. — № 4-5. — с. 122—130.
50. Принцип верховенства права та найвища юридична сила Конституції України // Право України. — 2011. — № 5. — с. 175—186.
51. Європейський суд з прав людини та українська судова система: необхідність узгодження судової практики // Право України. — 2011. — № 7. — с. 88 — 92.
52. Коментар до рішень Європейського суду з прав людини, які прийняті щодо України у 2010 році за ст. 3 ЄКПЛ. — Європейський суд з прав людини. Судова практика, заг. ред. В. Г. Буткевича. — К.: Ред. Журн. «Право України», 2011. — Дод. до журн. «Право України». Вип. 1, ч. 1-2: Стаття 3 ЄКПЛ. Заборона катувань. — с. 896—934.
53. Нормативность актов судебной власти: эволюция взглядов в отечественном правоведении. — Правовая система Украины: история, состояние и перспективы: в 5 т. — Х.: Право, 2011. — Т. 1: Методологические и историко-теоретические проблемы формирования и развития правовой системы Украины. — с. 865—895.
54. Case Law of the European Court of Human Rights and the Doctrine of Stare Decisis // Law of Ukraine. — 2011. — № 5-6. — р. 153—163.
55. Стаття 8 Конституції України (науковий коментар) // Наукові записки НаУКМА. — 2011. — Том 116. Юридичні науки. — с. 15-18.
56. Principle of the Rule of Law and the Highest Legal Force of the Constitution of Ukraine // Law of Ukraine. — 2011. — № 7-8. — р. 244—253.
57. Коментар до рішень Європейського суду з прав людини щодо застосування статті 2 ЄКПЛ. — Європейський суд з прав людини. Судова практика, заг. ред. В. Г. Буткевича. — К.: Ред. Журн. «Право України», 2011. — Дод. до журн. «Право України». Вип. 2. Стаття 2 ЄКПЛ. Право на життя. — с. 614—675.
58. Прецедентне право Європейського Суду з прав людини та доктрина stare decisis // Судова практика. — 2011. — № 1-2. — с. 4 −15.
59. Конституціоналізація соціальних виплат: походження та тенденції розвитку. — Загальнотеоретичне правознавство, верховенство права і Україна. Збірка наукових статей. Гол. редактор: Андрій Мелешевич. — К.: Дух і літера, 2012. — с. 508—527.
60. Роль Верховного суду в умовах конституційної демократії // Право України. — 2012. — № 11-12. — с. 89-100.
61. Конституційний захист соціальних виплат як права власності: порівняльно-правовий аналіз // Філософія права і загальна теорія права. — 2012. — № 2. — с. 216—233.
62. Судебная защита социальных выплат как права собственности: практика Европейского суда по правам человека и судов конституционной юрисдикции. — Ежегодник украинского права: сб. науч. тр./ отв. за вып. А. В. Петришин. — Харьков: «Право», 2013. — № 5. — с. 110—119.

## Рецензии
1. Авер’янов В. Б. Судова правотворчість: крізь призму світового досвіду // Вісник Академії правових наук України. — 2008. — № 1 (52). — С. 274—276
2. Ковлер А. И. Судебное формирование права: новое исследование украинского коллеги // Право и политика. — 2008. — № 4. — С. 1017—1019
3. Грошевий Ю. М., О. Л. Копиленко, Цвік М. В. Системний аналіз європейських стандартів щодо захисту прав людини: доктринальні підходи та судова практика // Право України. — 2006. — № 8. — С. 143—145
4. Денисов В. Н. Філософсько-правові засади конституційної юрисдикції: порівняльний аналіз теорії і практики // Вісник Академії правових наук України. — 2003. — № 1 (32). — С. 217—226.